# Île de loisirs

Logo des Îles de loisirs

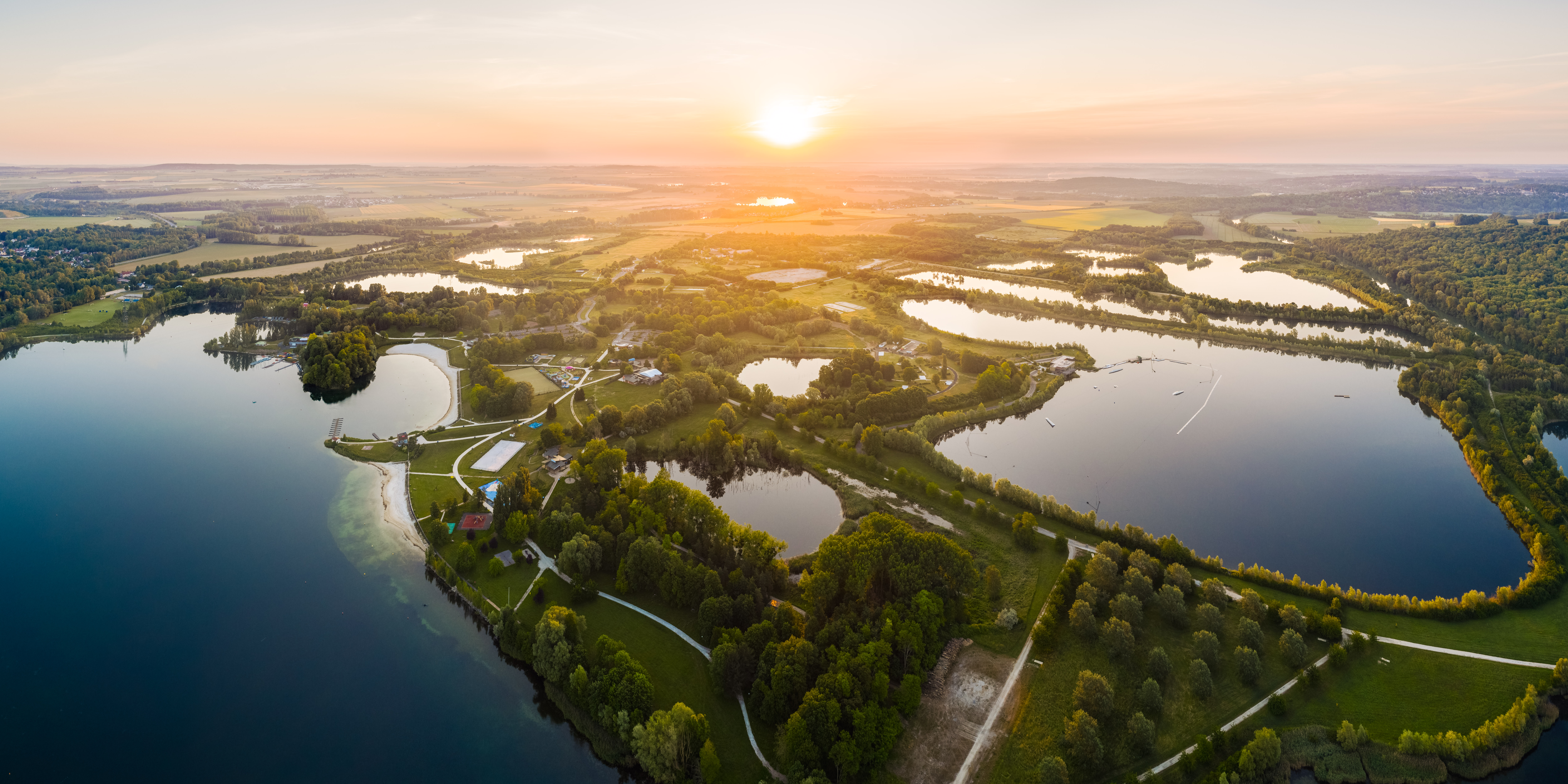
Vue aérienne de l'île de loisirs de Jablines-Annet

Une Île de loisirs est l'une des douze bases de plein air et de loisirs situées dans la région française Île-de-France. Baptisées historiquement bases régionales de plein air et de loisirs, la région Île-de-France a décidé de les renommer « Île de loisirs » depuis 2014.

## Présentation
Les bases de plein air et de loisirs d’Île-de-France constituent des poumons verts fréquentés par quelque trois millions de visiteurs par an : elles font partie des missions de service public de la région Île-de-France  qui en est propriétaire. Celle-ci cherche à renforcer leur attractivité et leur rentabilité par un accès plus aisé, le projet de Schéma directeur de la Région d’Île-de-France prévoit donc de faciliter « toute évolution leur permettant d’accueillir un public plus nombreux par une meilleure accessibilité en transports en commun et par les circulations douces ». Le Schéma régional du tourisme et du loisir 2000-2010 incluait les bases dans le « pôle touristique » de Sud-Seine-et-Marne.

## Historique

### La programmation de la création des bases
Un rapport du groupe de travail 3 « Prospective » de la Commission des Loisirs de Plein air créé en 1963 par le Haut-Comité des Sports, commission présidée par Paul-Émile Victor, proposait de créer sur le District de la région parisienne  « un à deux mille parcs, 100 à 150 000 hectares, soit environ  10 % de la surface du district ». En 1965 quand on commencera à travailler effectivement sur la création  des bases on envisagera vingt-quatre bases recouvrant douze mille hectares pour arriver à  la décision effective d’en créer douze.
Il en sera en réalité créé onze puisque les bases limitrophes de  Vaires et Torcy furent très vite fusionnées en pratique et ne forment officiellement plus depuis 2007 qu’une seule base, la Base de plein air et de loisirs de Vaires-Torcy. La douzième base sera en réalité la création annoncée vers 2008 puis 2020 de la base de la Corniche des forts en Seine-Saint-Denis,.

### La création des bases
Les premières ouvriront au début des années 1970 (Créteil fin 1970, Bois-le-Roi 1972, la dernière en 2018 (La Corniche des Forts).
Réparties sur cinq des huit départements d’Île-de-France, elles devaient être situées de manière que tous les habitants disposent d’une base à au maximum une heure de voiture. Elles sont de surface très inégale, elles représentent au total environ 3 000 hectares mais la taille des bases va de 60 à 600 hectares.
Pour faciliter à la fois la possibilité de création de plans d’eau et l’acquisition de vastes surfaces à des coûts limités les trois quarts des bases sont en bordure de fleuve ou de rivière. Une partie a été construite à l’emplacement d’ancienne gravières, dans certains cas la destination finale comme base de loisir a été connue alors que le site était encore en exploitation ce qui a permis d’orienter celle-ci en fonction des plans de la futures base, pour les autres la création des bases a permis de réhabiliter des espaces dégradés par une exploitation industrielle.
Ces exploitations n’étaient pas forcément à proximité des agglomérations, certaines bases sont de ce fait excentrées et difficiles d’accès par les transports en commun ce qui n’était pas vu comme un problème à l’époque de leur création où l’automobile pour tous était considéré comme un objectif de progrès. Les seules où la desserte par les transports en commun a été pensée sont celles créées de manière concomitante aux villes nouvelles ou aux villes quasi entièrement construites en quartiers modernes dans les années 1960-1970 comme Saint Quentin en Yvelines, Cergy-Pontoise ou Créteil.

## Les douze îles de loisirs
| Nom                                         | Département       | Commune(s)                                | Date d'ouverture | Superficie (ha) | Géolocalisation             | Image |
| ------------------------------------------- | ----------------- | ----------------------------------------- | ---------------- | --------------- | --------------------------- | ----- |
| Île de loisirs de Bois-le-Roi               | Seine-et-Marne    | Bois-le-Roi                               | 1972             | 73              | 48° 28′ 58″ N, 2° 43′ 20″ E |       |
| Île de loisirs de Vaires-Torcy              | Seine-et-Marne    | Vaires-sur-Marne Torcy                    | 1980             | 350             | 48° 51′ 53″ N, 2° 38′ 33″ E |       |
| Île de loisirs de Buthiers                  | Seine-et-Marne    | Buthiers                                  | 1977             | 136             | 48° 17′ 36″ N, 2° 25′ 58″ E |       |
| Île de loisirs de Jablines-Annet            | Seine-et-Marne    | Jablines Annet-sur-Marne                  | 1972             | 500             | 48° 54′ 39″ N, 2° 43′ 50″ E |       |
| Île de loisirs des Boucles de Seine         | Yvelines          | Moisson Mousseaux                         | 1978             | 350             | 49° 03′ 38″ N, 1° 40′ 50″ E |       |
| Île de loisirs de Saint-Quentin-en-Yvelines | Yvelines          | Trappes Montigny-le-Bretonneux            | 1973             | 600             | 48° 47′ 15″ N, 2° 00′ 28″ E |       |
| Île de loisirs du Val-de-Seine              | Yvelines          | Les Mureaux Verneuil-sur-Seine            | 1983             | 260             | 49° 00′ 01″ N, 1° 57′ 24″ E |       |
| Île de loisirs d'Étampes                    | Essonne           | Étampes                                   | 1977             | 140             | 48° 25′ 35″ N, 2° 09′ 39″ E |       |
| Île de loisirs du Port-aux-Cerises          | Essonne           | Draveil Vigneux-sur-Seine                 | 1980             | 160             | 48° 41′ 37″ N, 2° 24′ 02″ E |       |
| Île de loisirs de la Corniche des Forts     | Seine-Saint-Denis | Romainville Pantin Les Lilas Noisy-le-Sec | 2021             | 64              | 48° 53′ 15″ N, 2° 25′ 49″ E |       |
| Île de loisirs de Créteil                   | Val-de-Marne      | Créteil                                   | 1980             | 59              | 48° 46′ 38″ N, 2° 26′ 54″ E |       |
| Île de loisirs de Cergy-Pontoise            | Val-d'Oise        | Cergy-Pontoise                            | 1977             | 250             | 49° 01′ 50″ N, 2° 02′ 49″ E |       |